# Patrick Connolly
Patrick (Paddy) Connolly (1927 — 7 de janeiro de 2016) foi um ex-procurador geral da Irlanda que foi nomeado por Charles Haughey. Connolly renunciou após Malcolm McArthur, que morou junto com Connolly por anos, ter sido preso por homicídio.
Após isso, voltou a trabalhar como consultor sênior em Dublin. Tinha cerca de 80 anos quando morreu.